# Liste der Municipios in Campeche

Lage der Municipios des Bundesstaates Campeche

Der mexikanische Bundesstaat Campeche ist in 12 Verwaltungsbezirke (Municipios) unterteilt. Diese werden aus 2762 Ortschaften (Localidades) gebildet, darunter 32 urbane (städtische). Als Localidades sind kleine Dörfer (pueblo), Farmen (hazienda, rancho) und sämtliche alleinstehende Häuser erfasst, ungeachtet ob bewohnt oder nicht. Die Verwaltungsbezirke tragen meist den Namen ihres Verwaltungszentrums (cabecera municipal).
| Schlüssel (Clave) | Municipio   | Verwaltungssitz (Cabecera municipal) | Fläche [km²] | Einwohnerzahl | Einwohnerzahl | Einwohnerzahl | Einwohnerzahl | Bevölkerungs- dichte [Ew. pro km²] | Anzahl der Orte (Localidades) |
| Schlüssel (Clave) | Municipio   | Verwaltungssitz (Cabecera municipal) | Fläche [km²] | 2000          | 2005          | 2010          | 2020          | Bevölkerungs- dichte [Ew. pro km²] | Anzahl der Orte (Localidades) |
| ----------------- | ----------- | ------------------------------------ | ------------ | ------------- | ------------- | ------------- | ------------- | ---------------------------------- | ----------------------------- |
| 001               | Calkiní     | Calkiní                              | 2.089,0      | 46.899        | 49.850        | 52.890        | 59.232        | 28,4                               | 63                            |
| 002               | Campeche    | San Francisco de Campeche            | 3.224,3      | 216.897       | 238.850       | 259.005       | 294.077       | 91,2                               | 200                           |
| 003               | Carmen      | Ciudad del Carmen                    | 8.557,2      | 172.076       | 199.988       | 221.094       | 248.845       | 29,1                               | 782                           |
| 004               | Champotón   | Champotón                            | 6.589,7      | 70.554        | 76.116        | 83.021        | 78.170        | 11,9                               | 293                           |
| 005               | Hecelchakán | Hecelchakán                          | 1.274,9      | 24.889        | 26.973        | 28.306        | 31.917        | 25,0                               | 27                            |
| 006               | Hopelchén   | Hopelchén                            | 7.779,9      | 31.214        | 34.687        | 37.777        | 42.140        | 5,4                                | 136                           |
| 007               | Palizada    | Palizada                             | 2.187,1      | 8.401         | 8.290         | 8.683         | 8.352         | 4,0                                | 130                           |
| 008               | Tenabo      | Tenabo                               | 1.058,42     | 8.400         | 9.050         | 9.736         | 11.452        | 10,8                               | 28                            |
| 009               | Escárcega   | Escárcega                            | 4.783,3      | 50.563        | 50.106        | 54.184        | 59.923        | 12,5                               | 286                           |
| 010               | Calakmul    | Xpujil                               | 13.987,5     | 23.115        | 23.814        | 26.882        | 31.714        | 2,3                                | 184                           |
| 011               | Candelaria  | Candelaria                           | 5.669,5      | 37.681        | 37.006        | 41.194        | 46.913        | 8,3                                | 615                           |
| 012               | Seybaplaya  | Seybaplaya                           | 284,1        | -             | -             | -             | 15.297        | 53,8                               | 18                            |
| 04 Campeche       | 04 Campeche | San Francisco de Campeche            | 57.484,9     | 690.689       | 754.730       | 822.441       | 928.363       | 16,1                               | 2.762                         |